# The Professor's Antigravitational Fluid
The Professor's Antigravitational Fluid è un cortometraggio muto del 1908 diretto da Lewin Fitzhamon e interpretato da Bertie Potter.

## Trama
Un ragazzo ruba al professore un fluido antigravitazionale e lo usa per tutta una serie di esperimenti.

## Produzione
Il film fu prodotto dalla Hepworth.

## Distribuzione
Distribuito dalla Hepworth, il film - un cortometraggio di 107 metri - uscì nelle sale cinematografiche britanniche nel novembre 1908.
Si conoscono pochi dati del film che, prodotto dalla Hepworth, fu distrutto nel 1924 dallo stesso produttore, Cecil M. Hepworth. Fallito, in gravissime difficoltà finanziarie, il produttore pensò in questo modo di poter almeno recuperare il nitrato d'argento della pellicola.